# 歐律斯透斯

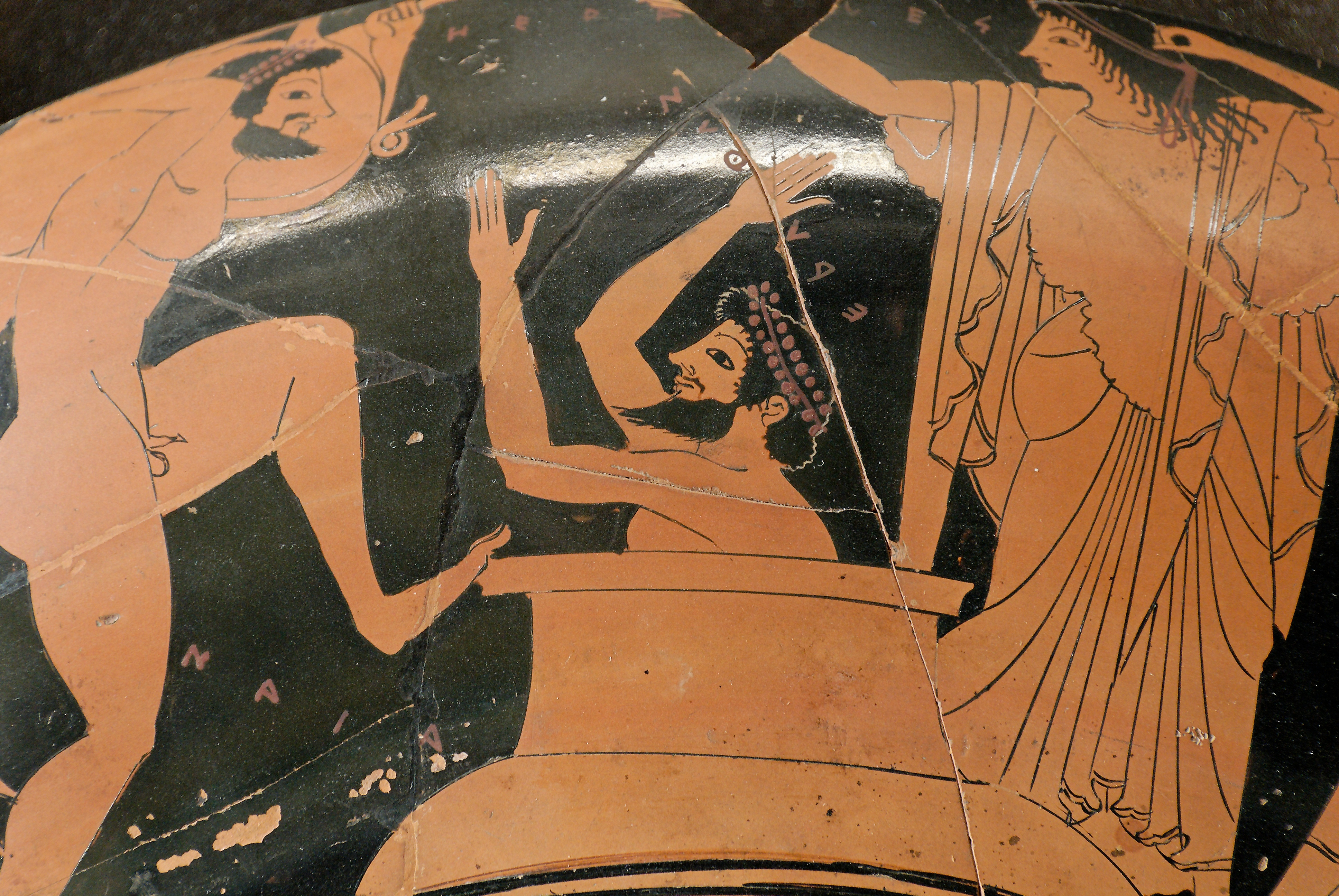
歐律斯透斯躲在希臘瓶中

歐律斯透斯（Eurystheus，希臘文：Εὐρυσθεύς）是希臘神話中的一個人物。他是梯林斯國王，斯忒內羅斯之子，英雄珀爾修斯的孫子。
根據神話，赫拉克勒斯依照神諭，來到梯林斯效勞歐律斯透斯。歐律斯透斯給了赫拉克勒斯十二項任務。當赫拉克勒斯完成最後一項任務並將地獄犬刻耳柏洛斯帶回到歐律斯透斯面前時，恐懼不已的歐律斯透斯躲進一個希臘瓶，並乞求赫拉克勒斯帶著那隻狗永遠離開梯林斯。
赫拉克勒斯死後，認為自己的聲譽被他所毀壞的歐律斯透斯決定報復。當時有許多赫拉克勒斯後裔聚集在雅典，於是歐律斯透斯將城市交給阿特柔斯與堤厄斯忒斯兄弟管理，自己率軍攻打雅典，結果被赫拉克勒斯之子希洛斯所殺。阿特柔斯與提厄斯忒斯在那之後接掌了梯林斯。